# ان‌جی‌سی ۴۵۵۹
ان‌جی‌سی ۴۵۵۹(به انگلیسی: NGC 4559)یک کهکشان مارپیچی متوسط در صورت فلکی گیسو است که در فاصله‌ای حدود ۲۹ میلیون سال نوری از زمین قرار دارد.